# Kasepää, Jõgevamaa
Kasepää är en by i Mustvee kommun i landskapet Jõgevamaa i östra Estland. Byn ligger vid stranden av sjön Peipus, cirka 150 kilometer sydöst om huvudstaden Tallinn. Antalet invånare 2012 var 161.
Innan kommunreformen 2017 hörde byn till dåvarande Kasepää kommun.

## Geografi
Närmaste större samhälle är staden Mustvee, 7,1 kilometer norr om Kasepää.